# Trilogía de las Marías
Trilogía de las Marías foi uma série de telenovelas mexicanas produzidas pela Televisa e exibidas pelo Canal de las Estrellas, com roteiro das adaptações das histórias escritas por Inés Rodena e tendo a protagonização de Thalía onde interpreta Marias. A trilogia foi dada como maior audiência mexicana. As telenovelas apresentadas foram respectivamente María Mercedes, Marimar e María la del Barrio.
As tramas tem como protagonista Thalía, vivendo sempre uma humilde moça que enriquece no decorrer da trama. Os pares românticos são interpretados por Arturo Peniche em María Mercedes como Jorge Luis del Olmo, Eduardo Capetillo em Marimar como Sergio Santibáñez e Fernando Colunga como Luís Fernando de la Vega em María la del Barrio. Sendo as vilãs principais representadas por Laura Zapata como  Malvina Del Omo em María Mercedes, Chantal como  Angélica Santibáñez em Marimar, e Itatí Cantoral como Soraya Montenegro em María la del Barrio; já as vilãs secundárias foram Nicky Mondellini como Miriam Casagrande de Ordóñez. em María Mercedes, Amairani como Natalia Montenegro em Marimar, Ana Patrícia Rojo como Penélope Linares e Silvia Caos como Calixta Popoca em María la del Barrio.

## Elenco
| Resumo                 | María Mercedes (1992) | Marimar (1994)    | María la del Barrio (1995) |
| ---------------------- | --------------------- | ----------------- | -------------------------- |
| Protagonista Feminina  | Thalía                | Thalía            | Thalía                     |
| Protagonista Masculino | Arturo Peniche        | Eduardo Capetillo | Fernando Colunga           |
| Antagonista Principal  | Laura Zapata          | Chantal Andere    | Itatí Cantoral             |

## Versões

### María Mercedes
Maria Mercedes está baseada na radionovela Enamorada escrita por Inés Rodena, outras versões que foram produzidas com base nesta radionovela foram:
- Telenovela La italianita, produzida pela RCTV (Venezuela) em 1973, dirigida por Juan Lamata e protagonizada por Marina Baura e Elio Rubens.
- Telenovela Rina, produzida pela Televisa (México) em 1977 por Valentín Pimstein e protagonizada por Ofelia Medina e Enrique Álvarez Félix.
- Telenovela Rubí rebelde produzida pela RCTV (Venezuela) em 1989, dirigido por Renato Gutiérrez e protagonizada por Mariela Alcalá e Jaime Araque. Esta telenovela foi uma mistura desta história e La gata.
- Telenovela Inocente de ti, produzida pela Televisa (México) e Fonovideo (Estados Unidos) em 2004 por Nathalie Lartilleux e protagonizada por Camila Sodi e Valentino Lanus.
- Telenovela Maria Esperança, produzida pelo SBT (Brasil) em 2007 e protagonizada por Bárbara Paz e Ricardo Ramory.
- Telenovela María Mercedes, produzida pela ABS-CBN nas Filipinas, dirigida por Chito S. Roño em 2013 e protagonizada por Jessy Mendiola e Jake Cuenca.

### Marimar
Marimar está baseada na radionovela La Indomable, escrita por Inés Rodena. Estas são as versões que foram feitas para transmissão na televisão:
- A versão original é a telenovela venezuelana La indomable, produzida em 1974 pela RCTV e dirigida por Juan Lamata. Protagonizada por Marina Baura e Elio Rubens.
- Televisa realizou em 1977 uma versão intitulada La venganza, produzida por Valentín Pimstein e dirigida por Rafael Banquells. Protagonizada por Helena Rojo e Enrique Lizalde.
- A Televisa realizou em 1987 um segundo remake intitulada Rosa salvaje, produzida por Valentín Pimstein e dirigida por Beatriz Sheridan. Protagonizada por Verónica Castro e Guillermo Capetillo.
- Em 2007, estreou nas Filipinas um remake intitulada Marimar, foi dirigida por Mac Alejandre e Joyce E. Bernal. Protagonizada por Marian Rivera e Dingdong Dantes.
- Em 2008, a Venevisión realizou uma adaptação intitulada Alma indomable. Protagonizada por Scarlet Ortiz e José Ángel Llamas.
- E, 2013, a Televisa realizou uma adaptação intitulada Corazón indomable produzida por Nathalie Lartilleux. Protagonizada por Ana Brenda Contreras e Daniel Arenas.
- E, 2015, foi feito um segundo remake filipino desta telenovela intitulada Marimar, dirigida por Dominic Zapata. Protagonizada por Megan Young e Tom Rodríguez.

### María la del Barrio
María la del Barrio está baseada na telenovela venezuelana Raquel de (1973) com Doris Wells, original de Inés Rodena. A segunda fase está baseada na radionovela Cuando se regala un hijo, de Inés Rodena.
- A primeira versão para o México surgiu em 1979, chamada Los ricos también lloran, produzida por Valentín Pimstein para a Televisa e estrelada por Verónica Castro, Rogelio Guerra e Rocío Banquells.
- Em 2005, estreou pelo SBT a versão brasileira desta chamada Os Ricos também Choram, protagonizada por Márcio Kieling e Thaís Fersoza.
- Em 2006, a Telemundo fez a sua própria versão, chamada Marina, com Sandra Echeverría e Mauricio Ochmann, que foi substituído depois Manolo Cardona.
- Em 2022, o projeto mexicano Fábrica de sueños concebeu a série Los ricos también lloran, produzida pela TelevisaUnivision e protagonizada Claudia Martín, Sebastián Rulli e Fabiola Guajardo, cuja personagem levou o mesmo nome da versão de 1995.[5].